# R.E.M. Live
R.E.M. Live és un àlbum de directe de la banda R.E.M., que es va enregistrar al Point Theatre de Dublín els dies 26 i 27 de febrer de 2005, coincidint amb les darreres nits de la gira europea Around the World Tour. Es va publicar el 15 d'octubre de 2007 en format doble DC d'àudio, un DVD o triple vinil. L'actuació fou filmada per Blue Leach, qui també havia dirigit el Touring the Angel: Live in Milan de Depeche Mode.
Aquest treball inclou diverses cançons poc usuals en els seus concerts com «I Took Your Name» de Monster i «Ascent of Man» de Around The Sun, o la novetat «I'm Gonna DJ», que encara no s'havia publicat oficialment. Al setembre de 2007 van publicar R.E.M. Live Zine per promocionar l'àlbum.

## Llista de cançons
Totes les cançons foren escrites i compostes per Peter Buck, Mike Mills i Michael Stipe. 
| 1.            | «I Took Your Name»     | Bill Berry, Buck, Mills, Stipe | Monster                               | 4:08  |
| 2.            | «So Fast, So Numb»     | Berry, Buck, Mills, Stipe      | New Adventures in Hi-Fi               | 4:40  |
| 3.            | «Boy in the Well»      |                                | Around the Sun                        | 5:16  |
| 4.            | «Cuyahoga»             | Berry, Buck, Mills, Stipe      | Lifes Rich Pageant                    | 4:25  |
| 5.            | «Everybody Hurts»      | Berry, Buck, Mills, Stipe      | Automatic for the People              | 6:49  |
| 6.            | «Electron Blue»        |                                | Around the Sun                        | 4:13  |
| 7.            | «Bad Day»              | Berry, Buck, Mills, Stipe      | In Time: The Best of R.E.M. 1988-2003 | 4:26  |
| 8.            | «The Ascent of Man»    |                                | Around the Sun                        | 4:12  |
| 9.            | «The Great Beyond»     |                                | Banda sonora de Man on the Moon       | 4:49  |
| 10.           | «Leaving New York»     |                                | Around the Sun                        | 4:48  |
| 11.           | «Orange Crush»         | Berry, Buck, Mills, Stipe      | Green                                 | 4:27  |
| 12.           | «I Wanted to Be Wrong» |                                | Around the Sun                        | 5:02  |
| 13.           | «Final Straw»          |                                | Around the Sun                        | 4:10  |
| 14.           | «Imitation of Life»    |                                | Reveal                                | 3:53  |
| 15.           | «The One I Love»       | Berry, Buck, Mills, Stipe      | Document                              | 3:27  |
| 16.           | «Walk Unafraid»        |                                | Up                                    | 5:02  |
| 17.           | «Losing My Religion»   | Berry, Buck, Mills, Stipe      | Out of Time                           | 4:53  |
| Durada total: | Durada total:          | Durada total:                  | Durada total:                         | 78:40 |

| 18.           | «What's the Frequency, Kenneth?» | Berry, Buck, Mills, Stipe | Monster                  | 4:06  |
| 19.           | «Drive»                          | Berry, Buck, Mills, Stipe | Automatic for the People | 5:41  |
| 20.           | «(Don't Go Back To) Rockville»   | Berry, Buck, Mills, Stipe | Reckoning                | 4:39  |
| 21.           | «I'm Gonna DJ»                   |                           |                          | 2:27  |
| 22.           | «Man on the Moon»                | Berry, Buck, Mills, Stipe | Automatic for the People | 6:46  |
| Durada total: | Durada total:                    | Durada total:             | Durada total:            | 23:39 |

## Crèdits
R.E.M.
- Peter Buck – guitarra
- Mike Mills – baix, veus addicionals, teclats, cantant
- Michael Stipe – cantant, harmònica

Músics addicionals
- Scott McCaughey – guitarra, teclats, veus addicionals
- Bill Rieflin – bateria
- Ken Stringfellow – teclats, guitarra, melòdica, veus addicionals
- Daniel Ryan de The Thrills – guitarra, veus addicionals